# Vulcan de asfalt

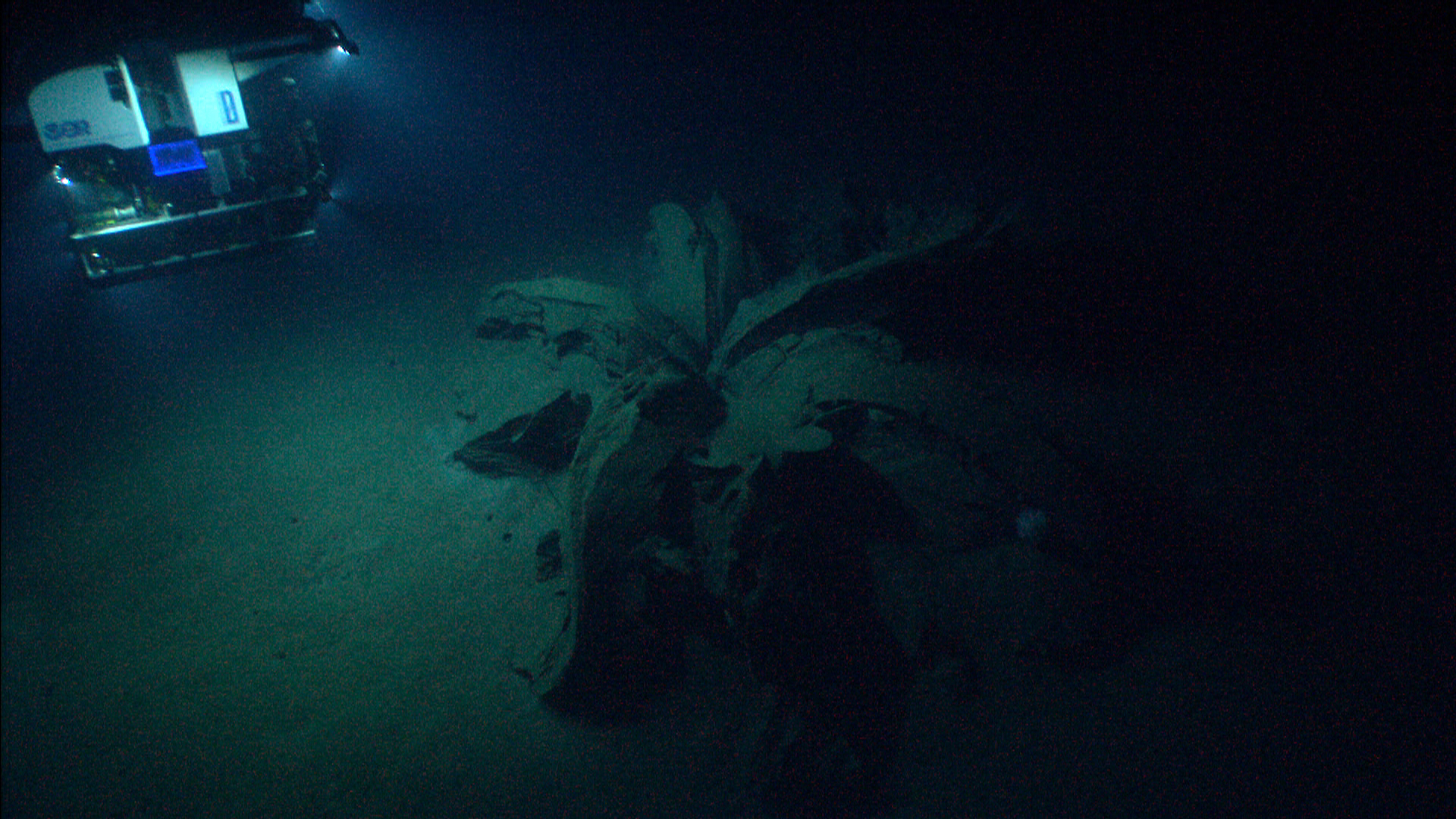
Vulcan de asfalt din Golful Mexicului numit și "crin de smoală"

Un vulcan de asfalt este un tip rar de vulcan subacvatic descoperit pentru prima dată în 2003 în Golful Mexic. Ulterior au fost descoperite mai multe structuri similare în apropierea țărmului SUA și Mexic, unele încă active . 

## Formare
Vulcanii de asfalt se formează atunci când petrolul erupe în mod natural prin fundul oceanului. Datorită aspectului similar petalelor unei flori, vulcani de asfalt sunt porecliți „crini de smoală”.  

## Distribuție
Primul vulcan de asfalt a fost descoperit în 2003 de către o expediție de cercetare în Golful Mexic.. În 2007 au mai fost descoperite șapte structuri similare în apropierea coastei Californiei. 
În luna aprilie 2014, Expediția Okeanos Explorer a descoperit în Golful Mexic doi vulcani de asfalt aflați la o adâncime de 1900m. 